# 西尾駅
西尾駅（にしおえき）は、愛知県西尾市住吉町にある、名鉄西尾線の駅である。駅番号はGN10。西尾市の代表駅であり全列車が停車する。
本項ではかつて駅に併設されていた西尾車庫（にしおしゃこ）についても記述する。

## 歴史

### 西尾駅の開業
1911年（明治44年）10月30日に岡崎（岡崎新駅）と幡豆郡西尾町とを結ぶ西三軌道が開業。西尾駅はその終着駅として現在地より西方の永吉町（現・吾妻町）に設置された。西三軌道は翌1912年（明治45年）1月に西尾鉄道へ改称。1914年（大正3年）には平坂線港前駅、1915年（大正4年）8月には吉田線吉良吉田駅まで延伸し、西尾駅は岡崎・平坂・吉田を結ぶ西尾鉄道の結節点となった。
当時は一駅岡崎新寄りの天王門駅が西尾駅よりも本町、須田、肴町といった西尾の中心市街地に近く、旅客成績は天王門駅が上回っていた。中心市街地と西尾駅とを結ぶルートも当初は未整備で迂回路しかなかったため、西尾町は西尾駅前を通る三間道路と本町南端部とを結ぶ塩町線を計画し、道路整備に努めた。
軌間762 mm の蒸気鉄道として開業した西尾鉄道だったが、輸送量が順調に増加した大正中期頃より軌間1,067 mm への改軌と電化が検討されるようになった。開業当初の西尾駅は平屋建ての木造駅舎だったが、手狭な駅舎の改築も電化改軌構想と前後して計画され、1925年（大正14年）7月に竣工した
。旧駅舎の北側に建設された2代目駅舎は塔屋付きの2階建て駅舎で、2階には西尾鉄道の本社事務所が入っていた。

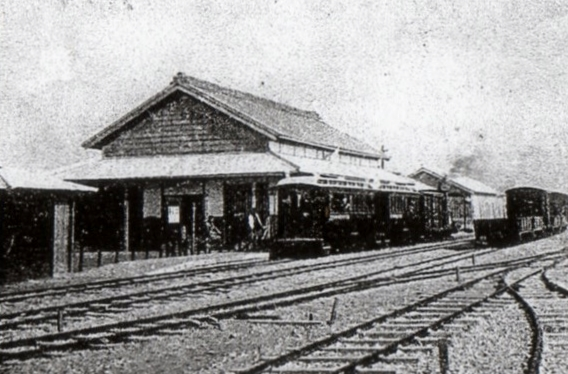
初代駅舎（1913年）
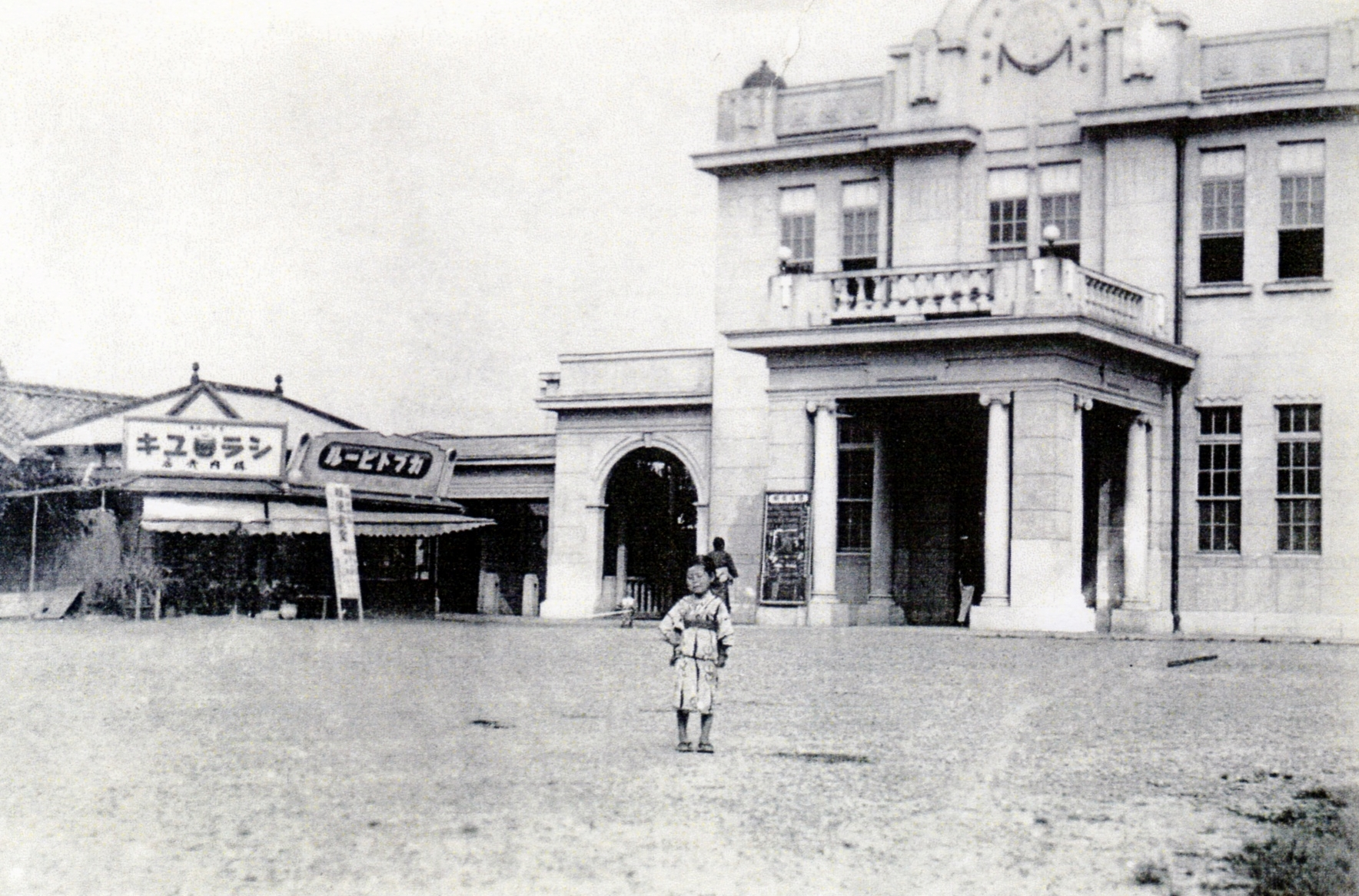
2代目駅舎（1928年）

資金不足で電化改良計画が滞るなか、大正末期に至って西方からは電化された三河鉄道が、北方からは愛知電気鉄道（愛電）傍系の碧海電気鉄道（碧電）が、それぞれ西尾鉄道の営業圏である幡豆郡へ進出してきた。会社の前途を危惧した西尾鉄道の経営陣は愛電との合併を選び、協議の結果、1926年（大正15年）12月に合併が成立。西尾鉄道は愛電西尾線となり、改良計画も同社に引き継がれた。

### 西尾駅の移転

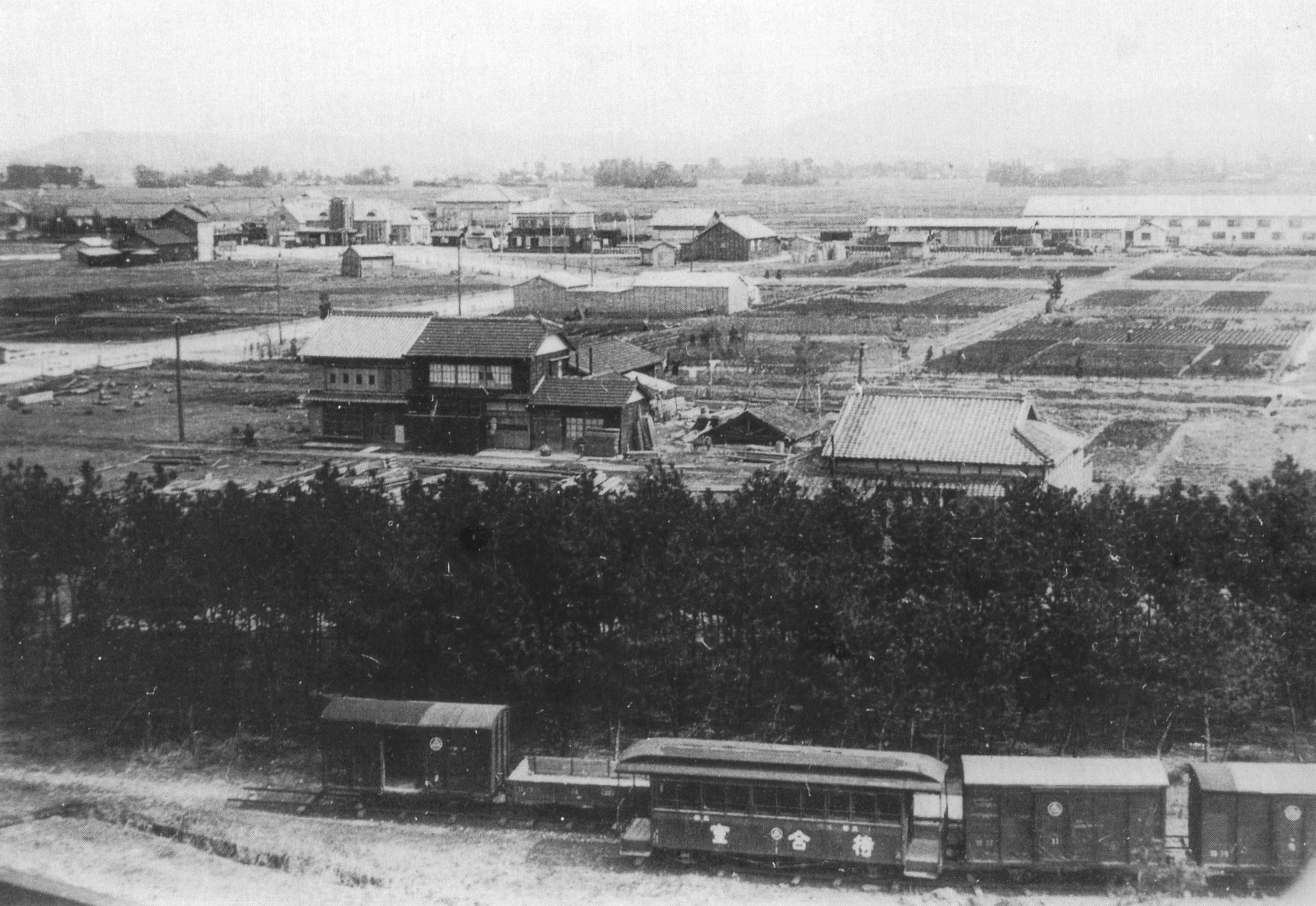
2代目駅舎から移転後の西尾駅を望む。写真左上に3代目駅舎が見える。旧駅跡地には待合室に転用された客車が置かれている。

一方、西尾町では1925年（大正14年）3月に花ノ木耕地整理組合が設立され、東郊外の区画整理が計画されていた。西尾駅から天王門駅にかけての市街地区間は曲線が多く、改軌するための路盤拡張のゆとりもなかったため、愛知電気鉄道は西尾町の都市計画と提携し、区画整理された路地に線路を引き直すことにした。ルート変更で急曲線区間の天王門駅は廃止となり、西尾駅も東（現在地）へ移転することになる。西尾駅は2代目駅舎の新築から間もないこともあり、移転に反対する意見もあった。また駅西の本町、須田の商店街からも移転反対の陳情が出されたが、町民の多くは将来を見据えた移転に肯定的であった。
西尾駅の移転について、西尾町、花ノ木耕地整理組合、愛電の間で以下10か条の契約が交わされた。
- 1. 西尾駅移転に要する費用57,486円85銭のうち43,000円を西尾町が負担し、工事後2回にわけて愛電に支払う。
- 2. 現在の西尾駅本屋は西尾町に寄付する。
- 3. ルート変更に要する用地買収、家屋移転・撤去等の費用は西尾町が負担し、2ヶ月間のうちに裸地にして愛電に提供する。
- 4. 西尾町は社宅その他の付属建物の敷地として8,000坪を愛電に提供する。
- 5. 西尾町は踏切番小屋三ヶ所分の用地を愛電に提供する。
- 6. 駅舎移転による異議、損害の申立ては西尾町が責を負う。
- 7. 県道西尾吉田線（現・西尾市道）との踏切は1ヶ所とする。
- 8. 西尾町が提供した用地が10ヶ年以内に不要となった場合、愛電は西尾町または花ノ木耕地整理組合に無償で返却する。
- 9. 移転後の駅舎は12,000円以上の費用をかけて建設する。
- 10. 12間道路（現・県道310号）の踏切の幅員は6間（約10.9 m）とする。

西尾駅の移転を含む周辺の線形変更は1928年（昭和3年）10月1日に実施された。線形変更によって吉良吉田方面は旧線よりもカーブが緩和されたが、平坂方面は区画整理された地区を出てからカーブする形になったため、旧線よりも急曲線となった。線形変更区間の手前に碧電西尾口駅（仮駅）を置き仮の終着駅としていた碧海電気鉄道（碧電）も、同日に西尾駅まで延伸開業。愛電西尾線との合流地点には西尾口駅（仮駅）が置かれ、西尾口（仮）・西尾間は両社の路線が単線で並走。碧電線は将来の複線化も見据えて2線分の用地が確保されていた。
碧電の架線電圧は当初直流1500 V だったが、直流600 Vで電化された愛電西尾線に合わせて降圧を行い、碧電線今村駅 - 西尾駅 - 愛電線吉良吉田駅間の直通運転を開始した。1928年（昭和3年）10月1日時点では岡崎新駅 - 西尾口駅（仮）間が未だ非電化であり、当初は西尾口駅（仮）で乗換えを必要としたが、翌1929年（昭和4年）4月に残区間の電化が完了し、岡崎新駅 - 西尾駅 - 港前駅間の直通運転も開始。西尾駅は4方面の運転拠点となり車庫も新設された。2面4線のホームは駅舎側から順に岡崎新行き、今村行き、吉良吉田行き、港前行き列車が発着し、1935年（昭和10年）頃は毎時53分頃に全方面の列車が西尾駅に集結するダイヤが組まれていた。
移転先に作られた3代目駅舎は急傾斜の屋根とドーマーをもつ洋風建築で、食堂や売店を併設していた。区画整理された駅前からは道路が放射状に伸び、新市街地造成の基礎となった。元の位置に残された2代目駅舎は契約通り西尾町に譲渡され、1930年（昭和5年）から西尾警察署となった。

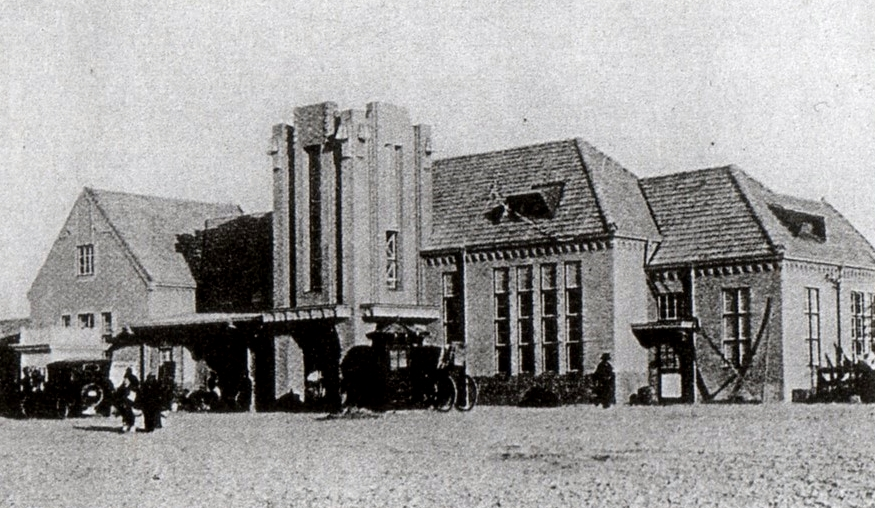
3代目駅舎（1928年）
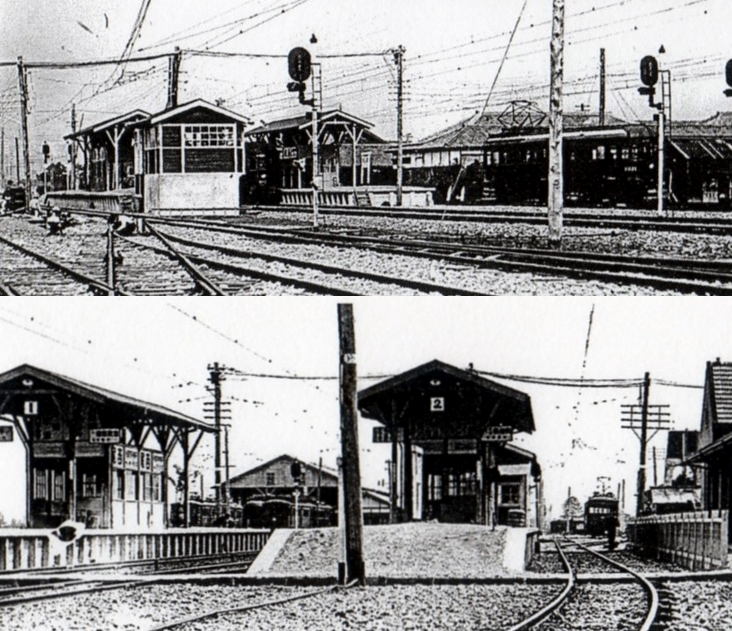
駅構内（1931年）

1935年（昭和10年）、愛知電気鉄道と名岐鉄道が合併して名古屋鉄道（名鉄）が発足。1944年（昭和19年）には碧海電気鉄道も名鉄に吸収合併され、西尾駅に乗り入れる鉄道会社は全て名鉄となった。
この間、西尾駅 - 岡崎新駅間は不要不急線に指定され1943年（昭和18年）に休止されており、その資材は他線区に回された。同区間は休止されたまま1959年（昭和34年）に廃止手続きが取られ、平坂支線となった西尾駅 - 港駅前駅間も翌1960年（昭和35年）に廃止。西尾駅に乗り入れる路線は今村駅 - 西尾駅 - 吉良吉田駅のルートのみとなった（同区間は平坂支線廃止と同日に直流1500 Vに昇圧し、名古屋本線との直通運転を開始した）。

### 西尾駅の駅ビル化・高架化
1973年（昭和48年）に3代目駅舎は取り壊され、跡地に鉄筋4階建の総合駅ビルが竣工した。4代目となる駅舎は駅ビル1階に置かれ、同年12月10日より使用開始。名鉄ストアーをキーテナントとする駅ビルの店舗は翌12月11日にオープンした。
駅ビル完成後、次の計画として西尾駅付近約2.7 kmの高架化が検討され、1974年（昭和49年）9月25日に都市計画決定された。1980年（昭和55年）竣工を目指して1975年（昭和50年）度より一部区間の仮線敷設工事に着手したが、地元との調整に難航して工事は中断、オイルショックの影響もあって工事再開に時間を要し、仮線敷設工事が再始動したのは1986年（昭和61年）のことであった。
駅高架化は1989年（平成元年）7月に完成し、13ヶ所の踏切が撤去、21ヶ所で道路と立体交差するようになった。西尾駅周辺は高架化後も単線であったが、西尾駅以北約1.3 kmの高架橋は複線構造で施工された。この高架構造を生かし、2008年（平成20年）6月に西尾駅 - 西尾口駅間が複線化された。
高架化後、5代目駅舎が高架下に設けられ、駅機能が駅ビルから移転した。駅舎移転に伴い、駅ビル（当時は名鉄パレ西尾百貨店）の内装も大幅に変更された。その後、名鉄パレ西尾百貨店は2013年（平成25年）に閉店。駅ビルは耐震性の問題から解体され、跡地の再開発が行われた。

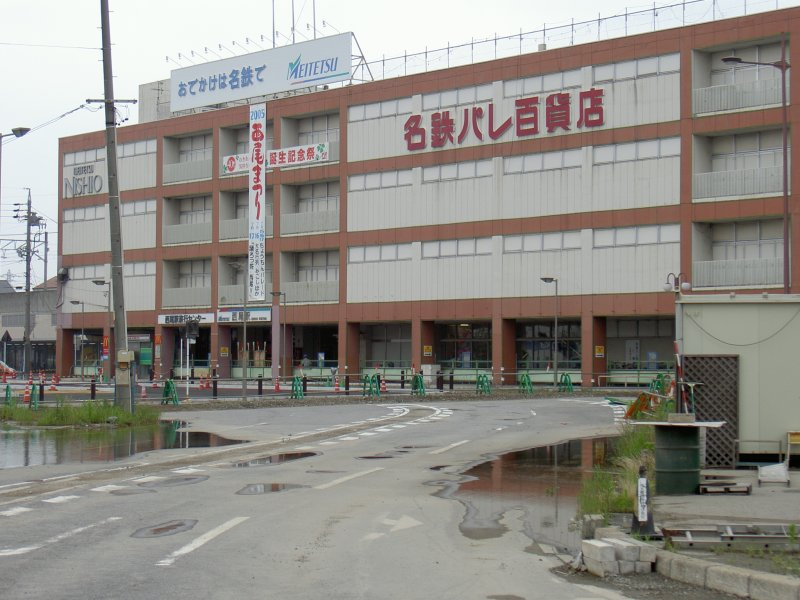
西口側にあった駅ビル（2005年）。当初は4代目駅舎として1階に駅業務区画が存在したが、高架化に伴い駅舎は高架下に移転し、以降は純粋な商業施設となった。
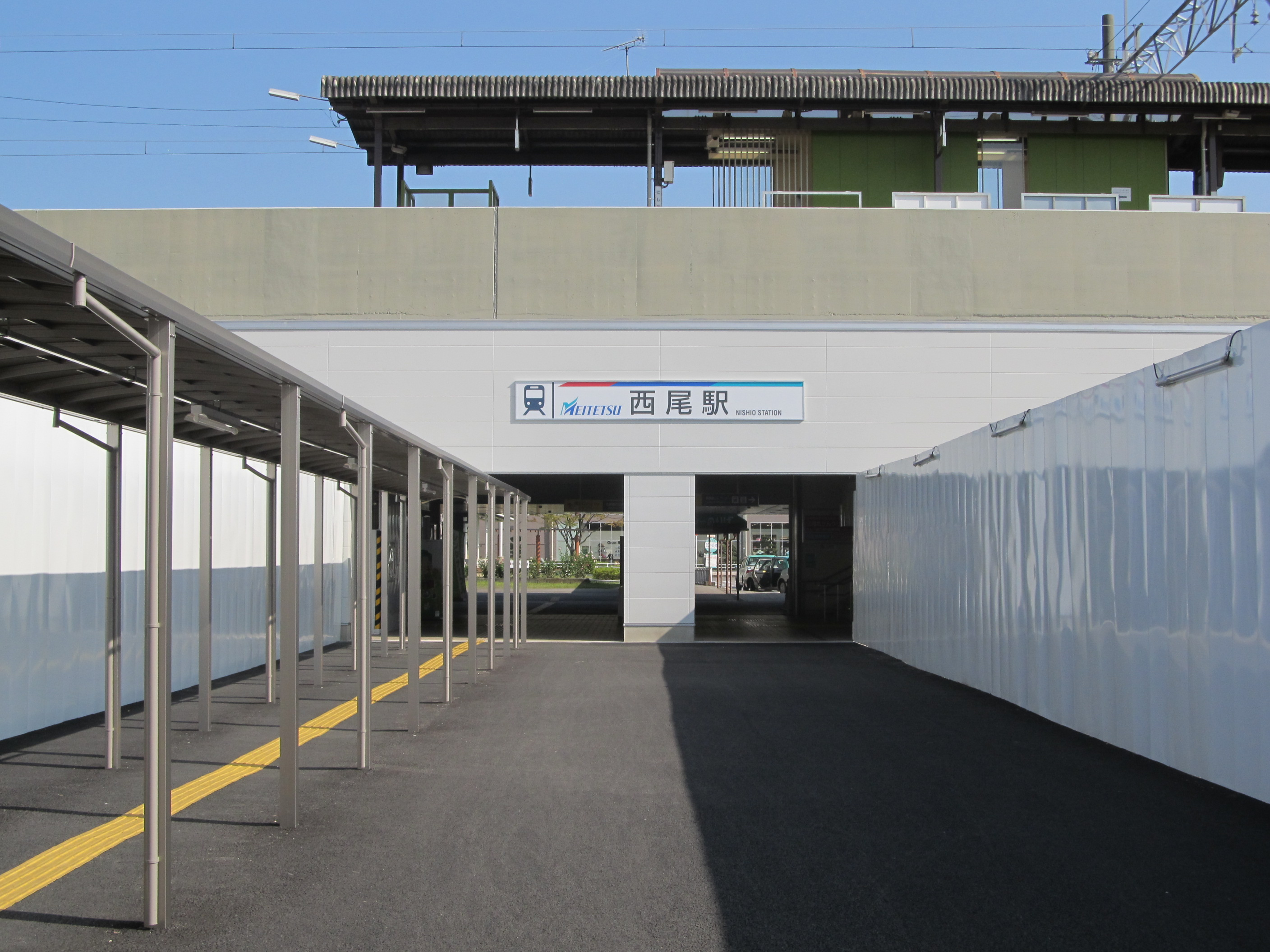
駅ビル解体直後の西口（2014年）

### 年表

西尾駅周辺の線路変遷

- 1911年（明治44年）10月30日 - 西三軌道（後の西尾鉄道）により開業。
- 1926年（大正15年）12月1日 - 愛知電気鉄道が西尾鉄道を吸収合併、同社の駅となる。
- 1928年（昭和3年）10月1日 - 碧海電気鉄道線の開通に際して現在地に移転、共同使用駅となる。
- 1969年（昭和44年）度 - 貨物営業廃止[38]。
- 1973年（昭和48年）
  - 12月10日 - 新駅舎供用開始[39]。
  - 12月11日 - 駅ビル（鉄筋4階建）供用開始[40]。
- 1989年（平成元年）
  - 7月2日 - 高架線供用開始。
  - 8月 - 自動改札機設置[41]。
- 1998年（平成10年）
  - 4月6日 - ダイヤ改正により一部を除き急行の当駅以南直通運転廃止[42]。
  - 6月1日 - 当駅 - 吉良吉田駅間ワンマン運転開始。
- 2005年（平成17年）3月14日 - ホーム・改札階間エレベータおよびホーム上改札使用開始[43]。
- 2006年（平成18年）
  - 4月1日 - 駅旅行センター廃止。
  - 10月1日 - 旅行センター跡地に西尾市観光案内所「にしおよいとこ 案内処」がオープン[44]。
- 2007年（平成19年）10月4日 - トランパス供用開始。
- 2008年（平成20年）6月14日 - 西尾口駅（駅構内は単線） - 当駅間の約600mが複線化[45]。
- 2011年（平成23年）
  - 2月11日 - ICカードmanaca供用開始。
- 2012年（平成24年）2月29日 - トランパス供用終了。
- 2013年（平成25年）9月 - 駅ビル再開発に着手[37]。

## 駅構造
6両編成対応の島式1面2線ホームの3層構造の高架駅。駅長が配置されており、西尾線及び蒲郡線の各駅を管理する。自動券売機（継続manaca定期乗車券及び新規通勤manaca定期乗車券の購入も可能）及び係員のいる窓口と改札口は2階、ホームとエレベーター専用改札口は3階にある。エレベーター専用改札口付近には自動精算機（ICカードのチャージ等も可能）を1台備えているが、きっぷうりばが無いため、エレベータを利用して乗車したい場合は、エレベーターを一旦2階で降りて乗車券を購入し、再度エレベーターで3階まで上がって改札口を入ることになる（定期乗車券や往復乗車券などの乗車券を既に所持している場合や、ICカードで乗車する場合はそのまま3階に向かっても良い）。
この駅から吉良吉田方面へは、朝方と深夜帯を除いて普通列車が運行されていない。その代わりに、西尾~吉良吉田間の各駅に停車する急行が30分間隔で運行されている。その他、平日の朝7時台には、吉良吉田発の特急須ヶ口行きが1本運行されており、急行と同じくこの駅まで各駅に停まる。なお、2008年（平成20年）6月29日より、この駅で種別変更をする列車の設定はない。

### のりば
| 番線 | 路線      | 行先                                      | 備考             |
| ---- | --------- | ----------------------------------------- | ---------------- |
| 1    | GN 西尾線 | 新安城・金山・名鉄名古屋方面 吉良吉田ゆき | 日中は普通が発車 |
| 2    | GN 西尾線 | 新安城・金山・名鉄名古屋方面 吉良吉田ゆき | 日中は急行が発車 |

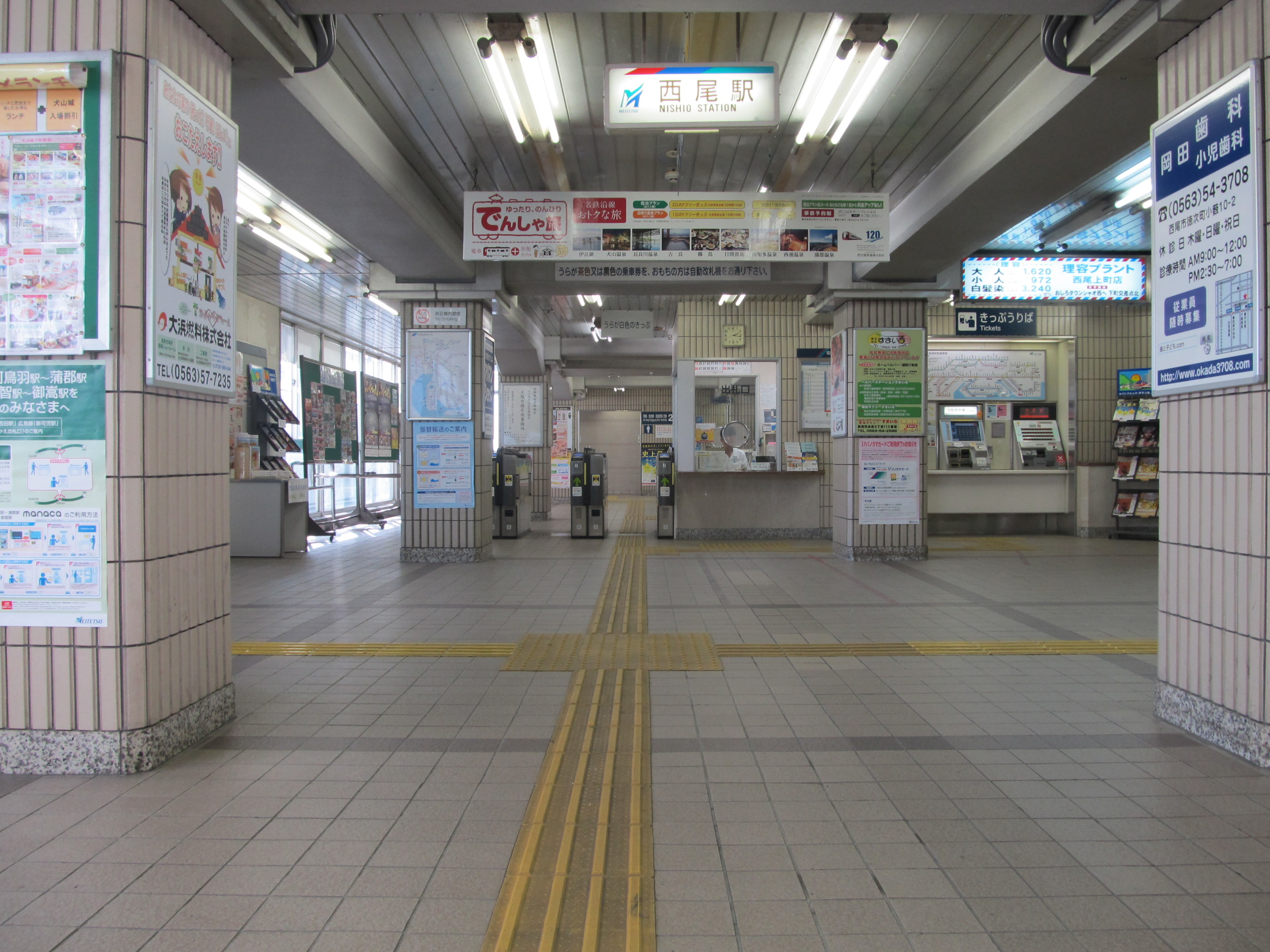
改札口
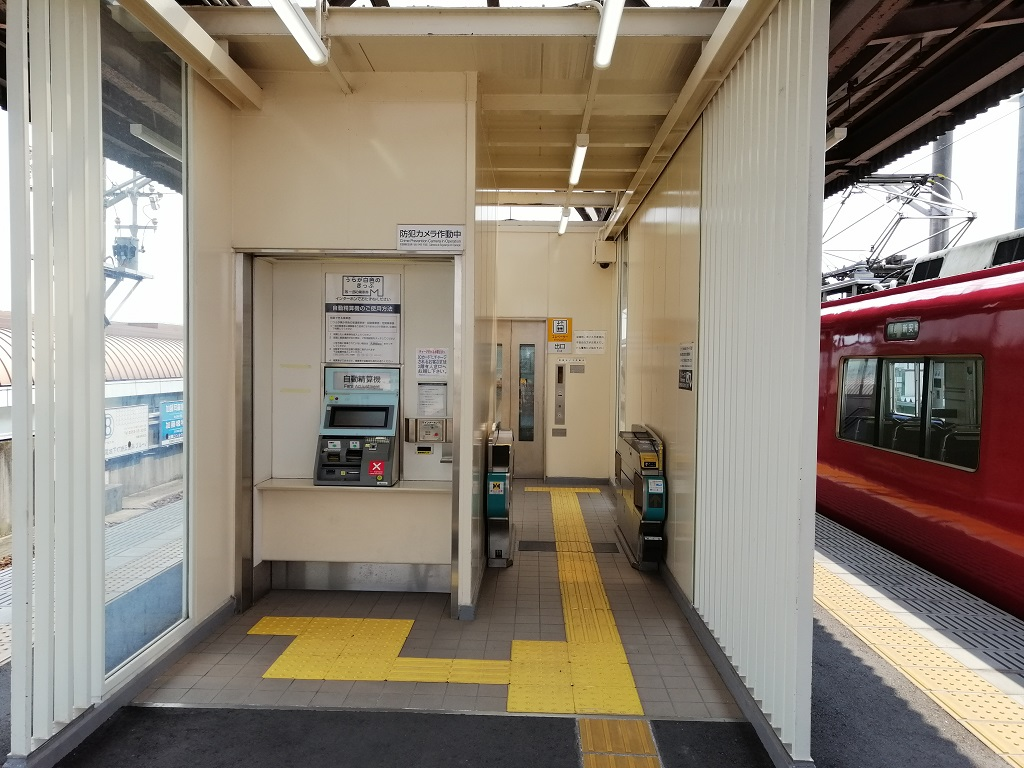
ホーム上のエレベーター専用改札
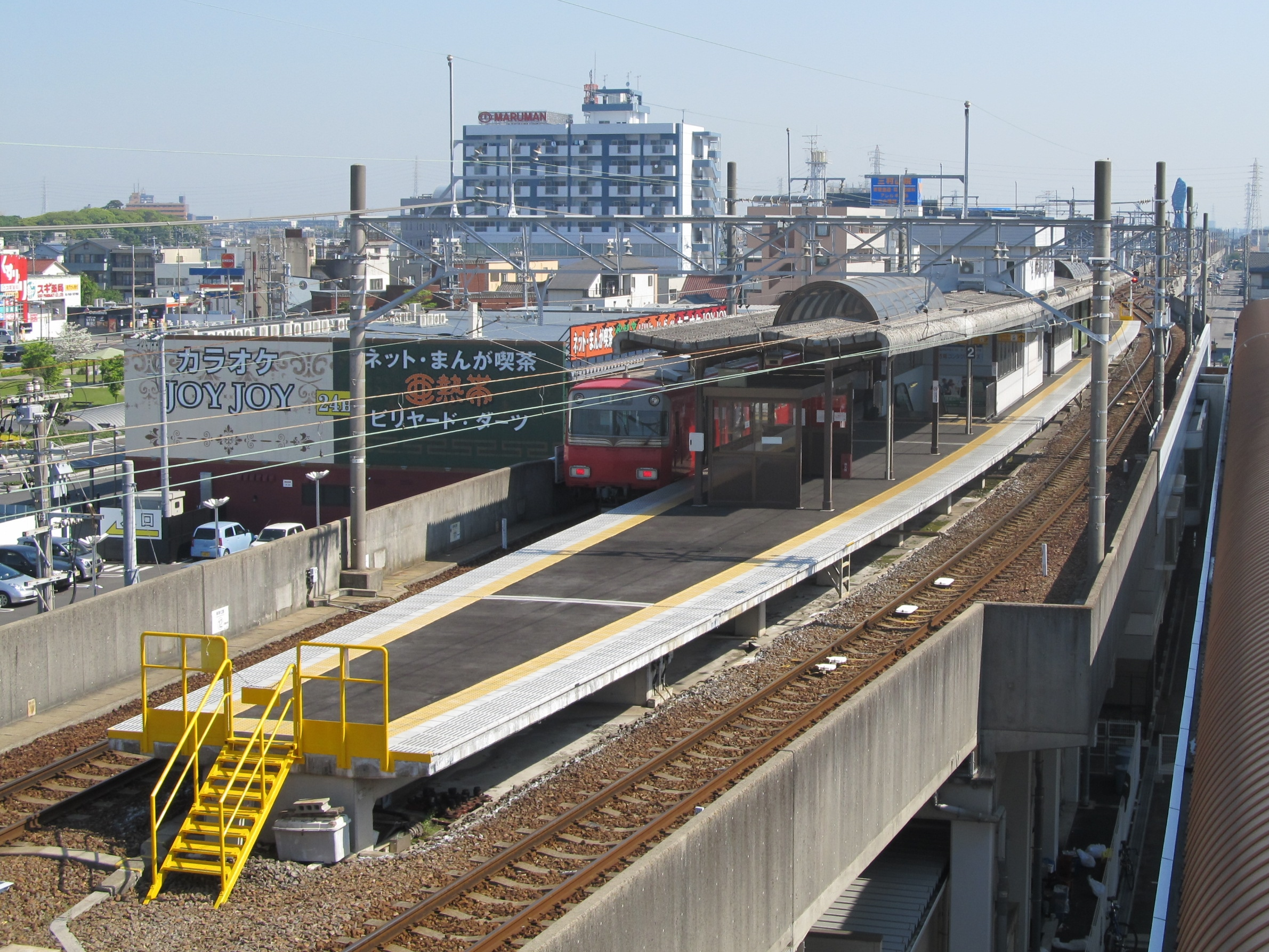
ホーム全景
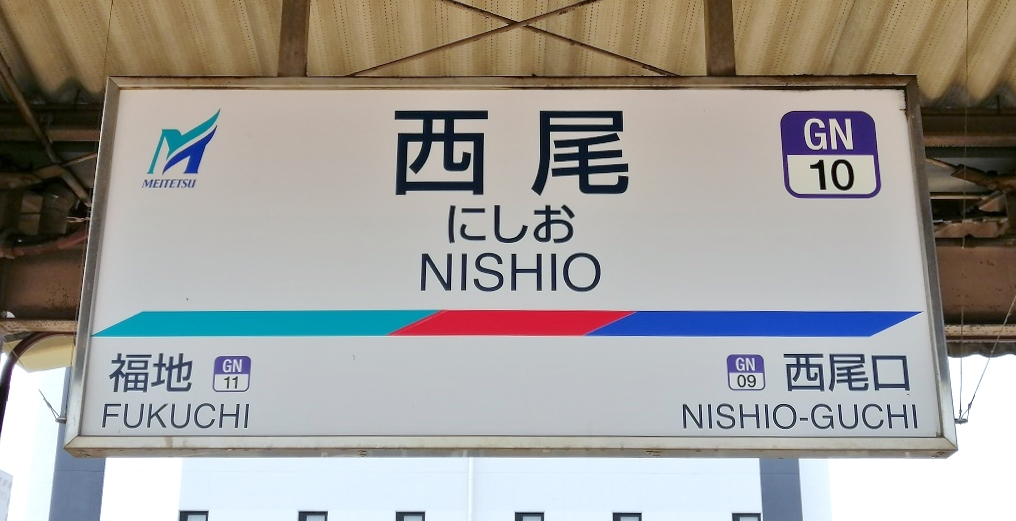
駅名標

### 高架線
1989年（平成元年）に連続立体交差事業で完成した高架線は、約800m北隣の西尾口駅の高架も合わせたもので、西尾口駅から北へ200m程過ぎた辺りで線路が地上に降りる。西尾駅からのこの区間の高架橋はあらかじめ複線化に対応して造られ、2008年（平成20年）6月14日に北側600mの区間（西尾口駅手前まで）が複線化された。また、西尾駅から南側（福地駅方）は6両対応の留置線として利用されるため、高架橋の一部分が複線の構造になっているが、あとは単線の構造である。
この事業は計画から着工までに時間を要したが、着工が決定したあとは折からのバブル景気の勢いに乗り、予定よりも早く完成した。

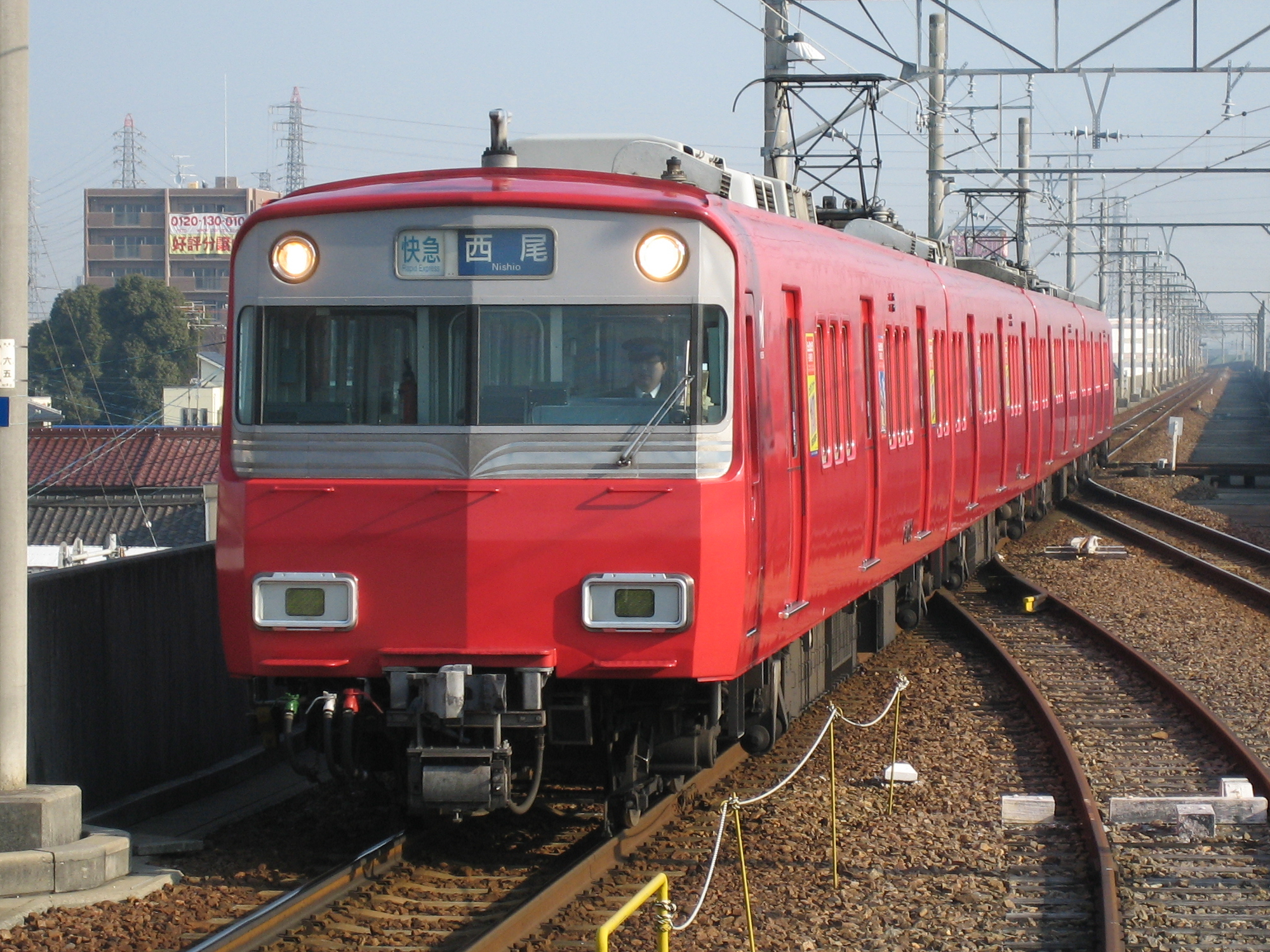
新安城方面 （複線化前）
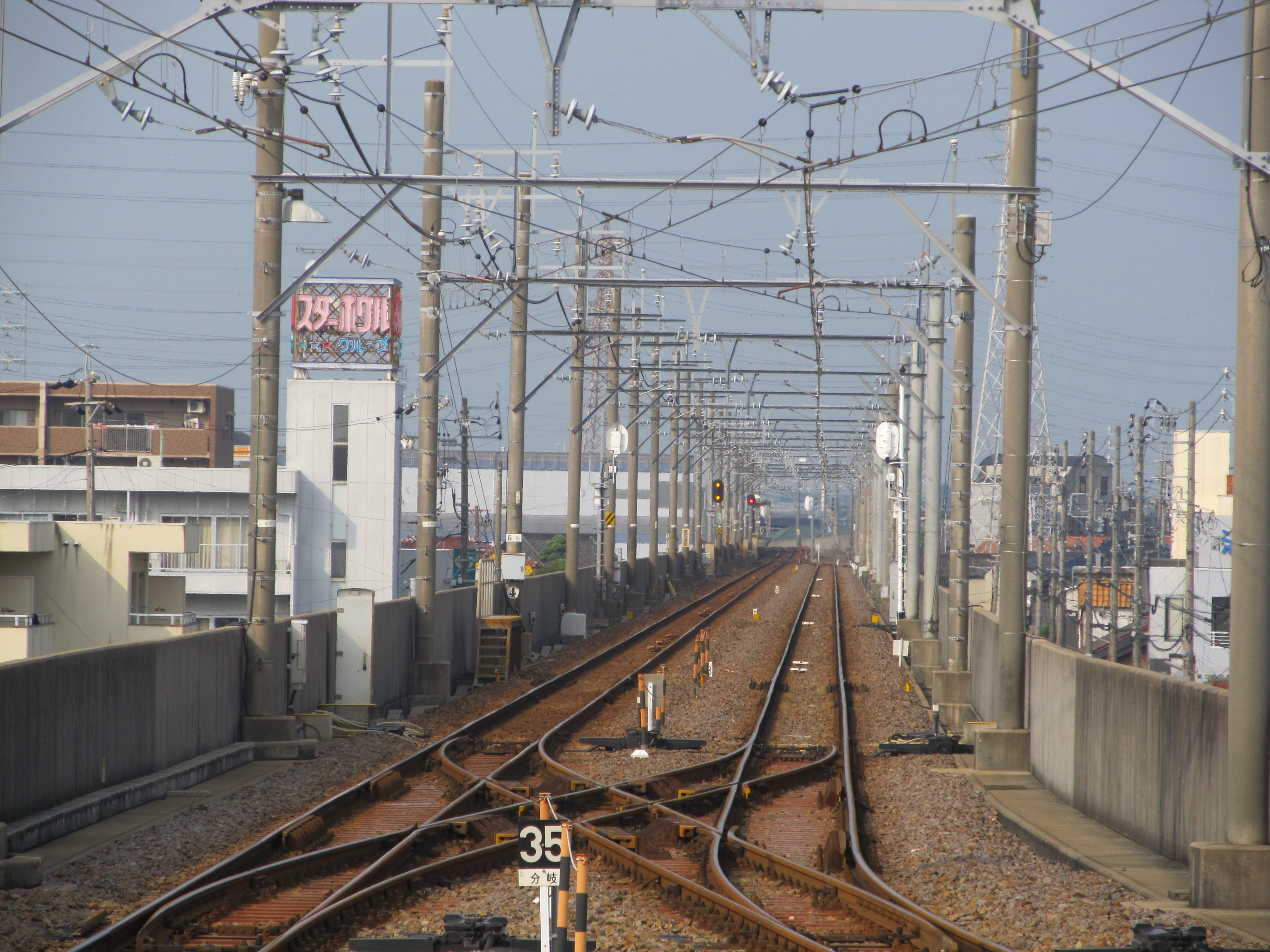
新安城方面 （複線化後）
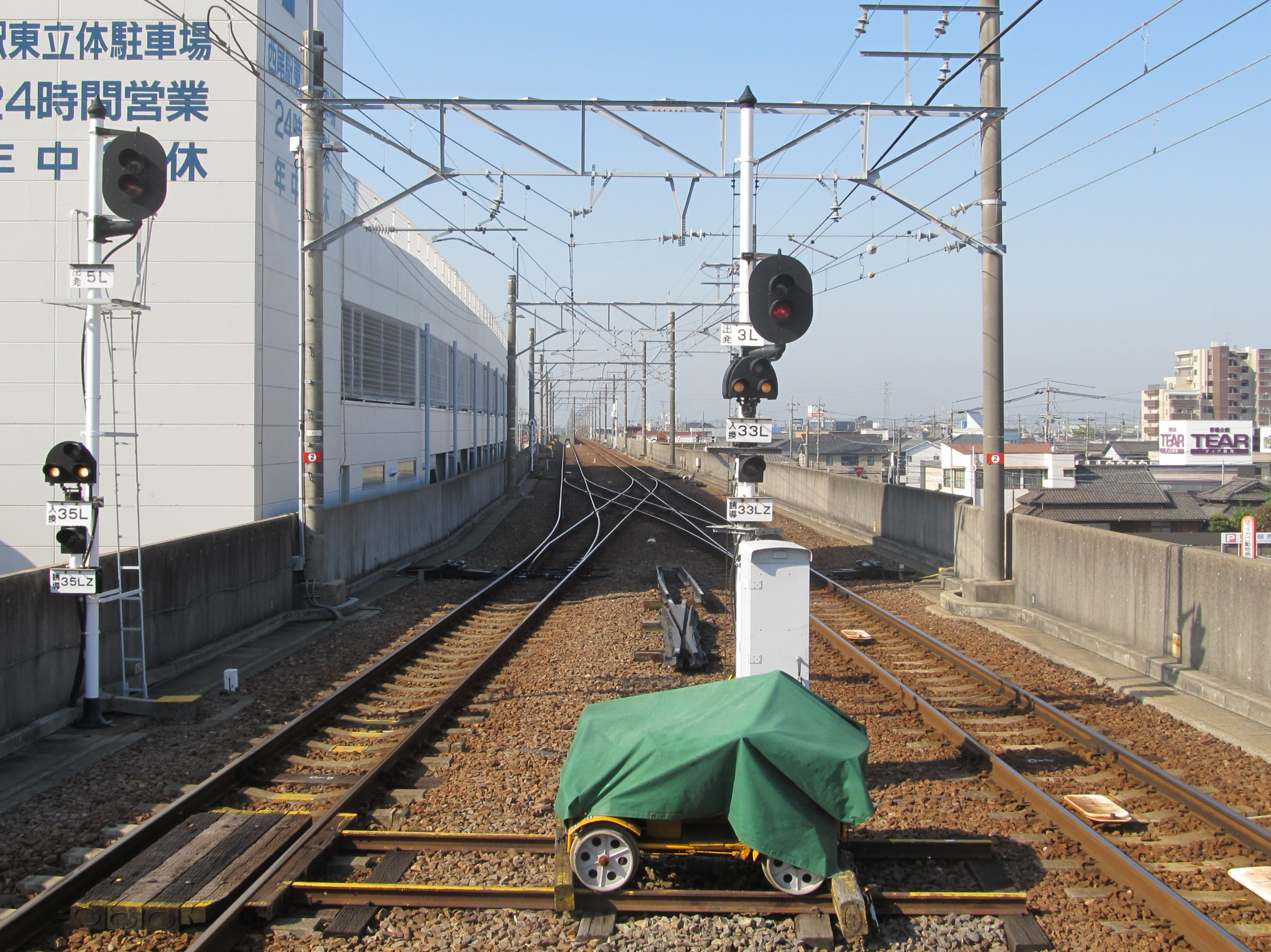
吉良吉田方面 （留置線）

### 配線図
| ← 桜井・ 新安城・ 名古屋方面 | 名古屋鉄道 西尾口駅-西尾駅 構内配線略図 | → 吉良吉田方面 |
| 凡例 出典:                   |                                         |                |

## 利用状況
- 「移動等円滑化取組報告書」によると、2020年度の1日平均乗降人員は7,869人である[50]。
- 『名鉄120年：近20年のあゆみ』によると2013年度当時の1日平均乗降人員は9,789人であり、この値は名鉄全駅（275駅）中39位、 西尾線・蒲郡線（23駅）中2位であった[51]。
- 『名古屋鉄道百年史』によると1992年度当時の1日平均乗降人員は11,859人であり、この値は岐阜市内線均一運賃区間内各駅（岐阜市内線・田神線・美濃町線徹明町駅 - 琴塚駅間）を除く名鉄全駅（342駅）中33位、 西尾線・蒲郡線（24駅）中2位であった[52]。
- 『名鉄 1983』によると、1981年度当時の一日平均乗降人員は12,193人であり、この値は名鉄全駅中29位であった[53]。
- 『愛知県統計年鑑』によると2010年度の1日平均の乗車人員は、4,627人である[54]。

名古屋本線の駅でもある新安城駅を除けば、西尾線では当駅の利用者が最多で、また駅前にバスターミナルや駐輪場が設置されていることから、西尾市内にある高校への通学利用者も多い。
近年の1日平均乗車人員は下表の通り。
| 年度   | 1日平均 乗車人員 |
| ------ | ---------------- |
| 2006年 | 4,762            |
| 2007年 | 4,894            |
| 2008年 | 4,830            |
| 2009年 | 4,552            |
| 2010年 | 4,627            |

## 西尾車庫
愛知電気鉄道が西尾駅を現在地に移転した際、同時に新設したのが西尾車庫である。1960年（昭和35年）に西尾線の架線電圧が1500Vに昇圧されるまで、同線を含む600V線区（西尾線・蒲郡線、平坂支線、安城支線）の車両基地として機能していた。
| ← 今村 方面                           | 西尾駅 構内配線略図（1957年） | → （上） 吉良吉田方面 （下） 港前方面 |
| 凡例 出典:停車場配線略図 昭和32年調査 |                               |                                       |

## 駅周辺

### 主な施設
- ヴェルサウォーク西尾
- 西尾市役所
- 西尾保健所
- 西尾警察署
- 西尾郵便局
- 西尾信用金庫 本店
- 西三河農業協同組合 本店
- 西尾市立花ノ木小学校
- 愛知県道12号豊田一色線
- 愛知県道310号花蔵寺花ノ木線
- トヨタレンタリース愛知 西尾店
- 天野ゲーム博物館

### バスターミナル
- 名鉄東部交通バス：西尾・岡崎間のバスは2系統ありルートが異なる[61]。
  - 西尾・東岡崎線
  - 西尾・岡崎駅西口線
  - 一色線
- 六万石くるりんバス

## 隣の駅
名古屋鉄道
GN 西尾線（全列車とも当駅から福地方の各駅に停車）
■特急（下りのみ運転）
桜井駅 (GN05) ← 西尾駅 (GN10) ← 福地駅 (GN11)
■急行
桜町前駅 (GN08) - 西尾駅 (GN10) - 福地駅 (GN11)
■普通
西尾口駅 (GN09) - 西尾駅 (GN10) - 福地駅 (GN11)
平坂支線（廃止）
西尾駅 - 住崎駅